# Damnak Chang'aeur
Damnak Chang'aeur (tiếng Khmer: ស្រុកដំណាក់ចង្អើរ) là một quận (|Khan) của thành phố Kep, Campuchia. Đây là quận lớn nhất thành phố Kep và có tàu hỏa chạy từ Phnôm Pênh tới Sihanoukville đi qua địa bàn quận này. Quận được chia thành 3 phường Sangkat và 11 khu phố Krom.

## Hành chính
- 230101 អង្កោល phường Angkaol
  - 23010101 អំពេង Ampeng
  - 23010102 ទួលស្រង Tuol Srangam
  - 23010103 កោះសោម Kaoh Saom (Cố Sâm)
  - 23010104 អង្កោល Angkaol
- 230102 អូរក្រសារ phường Ou Krasar
  - 23010201 អូរក្រសារ Ou Krasar
  - 23010202 ដំណាក់ចំបក់ Damnak Chambak
- 230103 ពងទឹក phường Pong Tuek
  - 23010301 អូរដូង Ou Doung
  - 23010302 ព្រៃតាកុយ Prey Ta Koy
  - 23010303 ភ្នំលាវ Phum Leav
  - 23010304 រនេស Rones
  - 23010305 ចំការបី Chamkar Bei